# San Stino di Livenza
San Stino di Livenza (bis 2011 Santo Stino di Livenza) ist eine Gemeinde mit 12.743 Einwohnern (Stand 31. Dezember 2023) in der Metropolitanstadt Venedig der Region Venetien in Italien.
Sie bedeckt eine Fläche von 68 km².
Santo Stino di Livenza ist eine Nachbargemeinde vom Urlaubsort Caorle.

## Politik
Seit Mai 2013 ist der Bürgermeister Matteo Cappelletto.